# Bistum San Diego
Das Bistum San Diego (lat.: Dioecesis Sancti Didaci) ist eine in den Vereinigten Staaten gelegene römisch-katholische Diözese mit Sitz in San Diego, Kalifornien.
Patron des Bistums ist der heilige Didakus.

## Geschichte
Das Bistum wurde am 11. Juli 1936 aus Gebietsabtretungen aus dem Bistum Los Angeles-San Diego heraus gegründet. Zum ersten Bischof wurde Charles Francis Buddy ernannt.
1978 erfolgte die Ausgründung des Bistums San Bernardino.
Das Bistum San Diego musste aufgrund von Strafzahlungen und Entschädigungen an die Opfer von sexuellem Missbrauch im Februar 2007 die Insolvenz beantragen.
Seit dem Jahr 1950 hat sich die Zahl der Katholiken im Bistum San Diego von 161.000 auf gut 1.400.000 im Jahr 2021 mehr als verachtfacht. Der Grund hierfür ist vor allem das Bevölkerungswachstum in der Region; so stieg die Einwohnerzahl auf dem Gebiet des Bistums – trotz den Gebietsabtretungen im Jahr 1978 – im selben Zeitraum von circa 1.050.000 auf ungefähr 3.120.000 an. Gleichzeitig hat sich auch der Anteil Gläubiger an der Bevölkerung von 15,4 % auf 39,7 % mehr als verdoppelt.

## Territorium
Zum Bistum San Diego zählen das Imperial County und das San Diego County in Südkalifornien.

## Bischöfe von San Diego
1. Charles Francis Buddy (1936–1966; † 1966)
2. Francis James Furey (1966–1969; † 1979)
3. Leo Thomas Maher (1969–1990; † 1991)
4. Robert Henry Brom (1990–2013, † 2022)
5. Cirilo Flores (2013–2014; † 2014)
6. Robert Walter Kardinal McElroy (2015–2025, dann Erzbischof von Washington)
7. Michael Pham (seit 2025)

## Weihbischöfe
- Richard Henry Ackerman (1956–1960)
- John Raphael Quinn (1967–1971)
- Gilbert Espinosa Chávez (1974–2007)
- Salvatore Joseph Cordileone (2002–2009)
- John Dolan (2017–2022)
- Ramon Bejarano (seit 2020)